# Sindar
Sindar (doslova znamená „Šedý lid“, známí jako Šedí elfové) jsou rodem elfů z Tolkienova fiktivního světa Středozemě. Jsou to ti elfové, kteří odpadli z Velké cesty těsně před jejím koncem – v Beleriandu. Sindar patřili k zástupu Teleri. Velekráli Sindar byli Elu Thingol a Dior Eluchíl. Sindar mluvili sindarštinou.

## Dějiny Sindar
Sindar byli původně členy elfského praklanu Nelyar. Když je Elwë přemlouval, aby s ním odešli do Amanu, následovali jej. V Beleriandu se však ztratil a většina jeho následovníků odmítla odejít do Amanu bez něj, a tak čekali, dokud se nevrátil. Začali si říkal Eglath, opuštěný lid. Když se Elwë znovu objevil, někteří s ním žili v Doriathu, zatímco další se bez domova toulali Beleriandem. Brzy se však většina Sindar stáhla do Doriathu, kromě těch z Nevrastu, kteří následovali Turgona a několika skupin toulajících se divočinou. K nejdepresivnější události v dějinách Sindar došlo okolo roku 505, kdy byl král Elu Thingol zabit trpaslíky a Doriath přišel o svou ochranu Melianiným pásem. Velekrálem se stal Dior Eluchíl, nejsličnější z Ilúvatarových dětí, který byl ale rovněž zabit roku 507 Fëanorovým synem Celegormem. Většina Sindar pak uprchla do Sirionských přístavů, vedena Diorovou dcerou Elwing. Po válce hněvu pak většinou zůstávali v Lindonu s Círdanem nebo v Lothlórienu s Galadriel a Celebornem.

## Významní Sindar
- Elu Thingol
- Lúthien Tinúviel
- Daeron
- Dior Eluchíl
- Eluréd
- Elurín
- Elwing
- Celeborn
- Eöl (v pozdější verzi Avari z klanu Tatyar)
- Círdan
- Beleg Lučištník
- Mablung
- nejmenovaná Orodrethova manželka
- Thranduil
- Legolas